# Marianne Muis
Marianne Muis (Amsterdam, 28 juli 1968) is een voormalig internationaal topzwemster uit Nederland.
Marianne Muis nam namens haar vaderland driemaal deel aan de Olympische Spelen. Bij haar olympische debuut, in 1988 in Seoel, maakte de Ommense deel uit van de estafetteploeg die de zilveren medaille won op de 4x100 meter vrije slag. Deze ploeg bestond buiten haarzelf uit haar tweelingzus Mildred Muis, Conny van Bentum en Karin Brienesse.